# Noah Schnapp
Noah Cameron Schnapp (Nueva York, 3 de octubre de 2004) es un actor estadounidense. Obtuvo reconocimiento por interpretar el papel de Will Byers en Stranger Things, una serie de ciencia ficción producida por Netflix, y también por doblar al personaje de Charlie Brown en la película The Peanuts Movie. En 2015 apareció en la cinta de Steven Spielberg, Bridge of Spies. Regresó para la segunda temporada de Stranger Things, que se estrenó el 27 de octubre de 2017.

## Biografía y carrera
Schnapp nació en Nueva York siendo hijo de Mitchell y Karine Schnapp (de soltera Perez), y fue criado en Scarsdale, Nueva York. Es judío e hizo su Benei Mitzvá en Israel. Tiene una hermana gemela llamada Chloe. Fue educado en Scarsdale Middle School. La familia de Schnapp es de Montreal y tiene ciudadanía canadiense. Su pasión por la actuación comenzó cuando tenía alrededor de 5 años, esto después de ver Annie, una producción de Broadway. Participó en obras de teatro de la escuela y la comunidad. Cuando tenía ocho años, su profesor de actuación le sugirió que se hiciera profesional. Los padres de Schnapp lo matricularon en un programa de actuación en Star Kidz de Westchester bajo la dirección de Alyson Isbrandtsen, quien pronto lo derivó a MKS & D Talent Management para obtener oportunidades de carrera.
Schnapp interpretó al personaje principal, Charlie Brown, en Snoopy y Charlie Brown: Peanuts, La Pelicula de 2015. El primer papel de Schnapp fue en la película dramática de Steven Spielberg, Bridge of Spies, junto con Tom Hanks. En 2016, Schnapp obtuvo el papel de Will Byers en la primera temporada de Stranger Things, serie de televisión de horror y ciencia ficción de Netflix. En la segunda temporada de Stranger Things, que se estrenó el 27 de octubre de 2017, pasó a tener un papel principal . Schnapp regresó en la tercera temporada de Stranger Things, que fue emitida en 2019. Se anunció que según su contrato, Schnapp recibió 10 000 USD por episodio en la primera temporada de Stranger Things con cinco episodios garantizados.

## Vida personal

### Orientación sexual
El 5 de enero de 2023, Schnapp hizo pública su orientación sexual, revelando que era gay a través de un video publicado en su cuenta de TikTok. En el mismo expresó su alivio porque su familia y amigos aceptaron su «salida del clóset», y bromeó con el título del video escribiendo: «Supongo que me parezco más a Will [Byers] de lo que pensaba», refiriéndose a su personaje de Stranger Things que también es gay.

### Controversia por defensa de Israel en guerra contra Palestina
En octubre de 2023, Schnapp declaró su apoyo a Israel en la guerra Israel-Gaza de 2023, diciendo: «Las mismas personas a las que les encanta sumarse a causas de moda como apoyar a Ucrania y combatir el cambio climático han estado aterradoramente calladas. [...] El pueblo judío está viendo su silencio y no lo olvidaremos». En noviembre de 2023, se difundió un video por las redes sociales en el que se veía a Schnapp sentado en un restaurante y sonriendo en compañía de personas que repartían pegatinas que decían «Zionism is sexy» (“El sionismo es sexy") y «Hamás is ISIS» (“Hamás es ISIS”). Esto le valió críticas en contexto del incremento de muertes civiles por las operaciones militares israelíes en Gaza y el desplazamiento de grandes números de palestinos como resultado. pero sobre todo, causó molestia entre los fanes de Stranger Things, quienes llamaron a boicotear la quinta y última temporada de la serie y pidieron «cancelar» a Schnapp removiéndolo del reparto actoral.

## Filmografía

### Películas
| Año  | Título                                       | Papel           | Notas        |
| ---- | -------------------------------------------- | --------------- | ------------ |
| 2015 | Bridge of Spies                              | Roger Donovan   | Completada   |
| 2015 | Snoopy y Charlie Brown: Peanuts, La Pelicula | Charlie Brown   | Voz          |
| 2016 | The Circle                                   | Lucas           | Cortometraje |
| 2018 | We Only Know So Much                         | Otis Copeland   |              |
| 2018 | The Legends of Hallowaiin                    | Kai             | Voz          |
| 2019 | Abe                                          | Abe             |              |
| 2020 | Waiting For Anya                             | Jo              |              |
| 2020 | El halloween de Hubie                        | Tommy Valentine |              |

### Televisión
| Año           | Título          | Papel          | Notas            |
| ------------- | --------------- | -------------- | ---------------- |
| 2016–presente | Stranger Things | Will Byers     | Elenco principal |
| 2019          | Liza on Demand  | Trevor Schultz | 2 Capítulos      |

### Videojuegos
| Año  | Título                                      | Papel         | Notas |
| ---- | ------------------------------------------- | ------------- | ----- |
| 2015 | The Peanuts Movie: Snoopy's Grand Adventure | Charlie Brown | Voz   |

### Vídeos musicales
| Año  | Título           | Artista             |
| ---- | ---------------- | ------------------- |
| 2016 | «LA Devotee»     | Panic! at the Disco |
| 2018 | «In My Feelings» | Drake               |

## Premios y nominaciones
| Año  | Premio                           | Categoría                                                                                               | Trabajo nominado | Resultado | Ref.   |
| ---- | -------------------------------- | --- | ---------------- | --------- | ------ |
| 2017 | Young Artist Awards              | Mejor interpretación en una serie de TV digital o película – Actor juvenil                              | Stranger Things  | Nominado  | [ 25 ] |
| 2017 | Premios del Sindicato de Actores | Mejor interpretación del reparto de una serie dramática                                                 | Stranger Things  | Ganador   | [ 26 ] |
| 2018 | Premios del Sindicato de Actores | Mejor interpretación del reparto de una serie dramática                                                 | Stranger Things  | Nominado  | [ 27 ] |
| 2018 | MTV Movie & TV Awards            | Mejor equipo en pantalla (compartido con Gaten Matarazzo, Finn Wolfhard, Caleb McLaughlin y Sadie Sink) | Stranger Things  | Nominado  | [ 28 ] |
| 2018 | MTV Movie & TV Awards            | Actuación más aterradora                                                                                | Stranger Things  | Ganador   | [ 29 ] |
| 2018 | Gold Derby Awards                | Mejor actor de reparto - Drama                                                                          | Stranger Things  | Nominado  | [ 30 ] |
| 2018 | Gold Derby Awards                | Actor revelación del Año                                                                                |                  | Nominado  | [ 30 ] |
| 2019 | Teen Choice Awards               | Actor de televisión favorito                                                                            | Stranger Things  | Ganador   | [ 31 ] |
| 2020 | Premios del Sindicato de Actores | Mejor interpretación del reparto de una serie dramática                                                 | Stranger Things  | Nominado  | [ 32 ] |